# Gatteville-le-Phare

Gatteville-le-Phare este o comună în departamentul Manche, Franța. În 1 ianuarie 2022 avea o populație de 468 de locuitori.